# Piotrków Kujawski
Piotrków Kujawski est une ville de Pologne, située dans la voïvodie de Couïavie-Poméranie. Elle est le siège de la gmina de Piotrków Kujawski, dans le powiat de Radziejów.